# Historia de la República Democrática del Congo
La República Democrática del Congo posee gran riqueza en materia de recursos minerales, cuya existencia ha generado graves conflictos en la zona vinculados a su posesión y control. Dentro de una gran variedad de recursos minerales, el coltán se ha constituido, durante los últimos años, en aquel más codiciado por numerosos actores, tanto políticos como económicos. En el presente trabajo se busca llevar a cabo un análisis pormenorizado del conflicto en el que se ve como recurso estratégico, y a lo largo del mismo se pretende dar cuenta de los actores que participan en esta disputa, así como los diversos vínculos y relaciones que entre ellos se han generado. Para ello será necesario realizar una breve reseña de los acontecimientos históricos más relevantes que han tenido a este recurso como protagonista. Todas aquellas referencias resultan necesarias para poder abordar el objetivo principal del trabajo: reflexionar acerca del impacto que la guerra lo que ha tenido sobre la población civil, cómo los Derechos Humanos han sido sistemáticamente violados. Asimismo, se intentará argumentar el por qué de la no observancia del Derecho Internacional Humanitario por parte de los actores involucrados. Por último, se buscará dar respuesta al interrogante acerca de la existencia o no de un genocidio en la República Democrática del Congo.
El principal productor del coltán es la República Democrática del Congo. Entre 1998 y 2003 se libró en este país una guerra civil en la que se murieron 4.000.000 de personas. El motivo encubierto fue controlar el coltán. Aunque formalmente la guerra finalizó en 2003, los muertos por esta causa se elevan ya a seis millones.

## Antiguo Congo
Los primeros habitantes del territorio que hoy ocupa la República Democrática del Congo fueron tribus pigmeas, que fueron reemplazadas por las naciones bantúes, después de un período conocido como las Migraciones Bantúes. Este período comprende desde aproximadamente el año 2000 a. C. hasta el 500 d. C. y supuso la llegada desde el noroeste de estos pueblos, obligando a que las naciones pigmeas se desplazaran hacia el suroeste del actual territorio de la cuenca del Río Congo. 
Migraciones subsiguientes provenientes de las regiones sudanesas de Darfur y Kordofán, así como de pueblos procedentes del este de África, provocaron la formación de una gran mezcolanza de distintos grupos étnicos. El principal de ellos, sin embargo, fue el bantú, que aportó su idioma para convertirse en la lengua franca del territorio del Congo, además de grandes avances en la explotación de la agricultura y el trabajo en acero.
En el siglo V, una pequeña sociedad se empezó a formar en un área de solo 200 kilómetros cuadrados, en los bancos de arenas del Río Lualaba, en la actual provincia de Katanga. Esta cultura, conocida como upemba, fue la base de lo que más tarde sería conocido como el Reino de Luba.
El proceso por medio del cual las comunidades upemba llegaron a establecer el Reino de Luba fue gradual y complejo. Esta transición recorrió en un largo período histórico ininterrumpidamente, con varias sociedades desarrolladas en las zonas fronterizas del territorio upemba, anteriores a la formación del establecimiento de la nación Luba. Cada una de estas sociedades era muy rica, dada la explotación de los grandes recursos naturales de la región, especialmente en minerales. Estos pueblos empezaron a introducir sociedades tecnificadas en torno a industrias muy grandes de acero y cobre, junto con el tráfico del preciado marfil. Los Luba establecieron una gran demanda comercial de sus productos y llegaron a crear una primitiva pero muy extensa red comercial, que llegaba a más de 1500 kilómetros de sus centros urbanos, hasta el Océano Índico. Cerca del año 1500 d. C. el reino tenía una sólida estructura central basada en el liderazgo.

## Época medieval

### El Reino del Congo

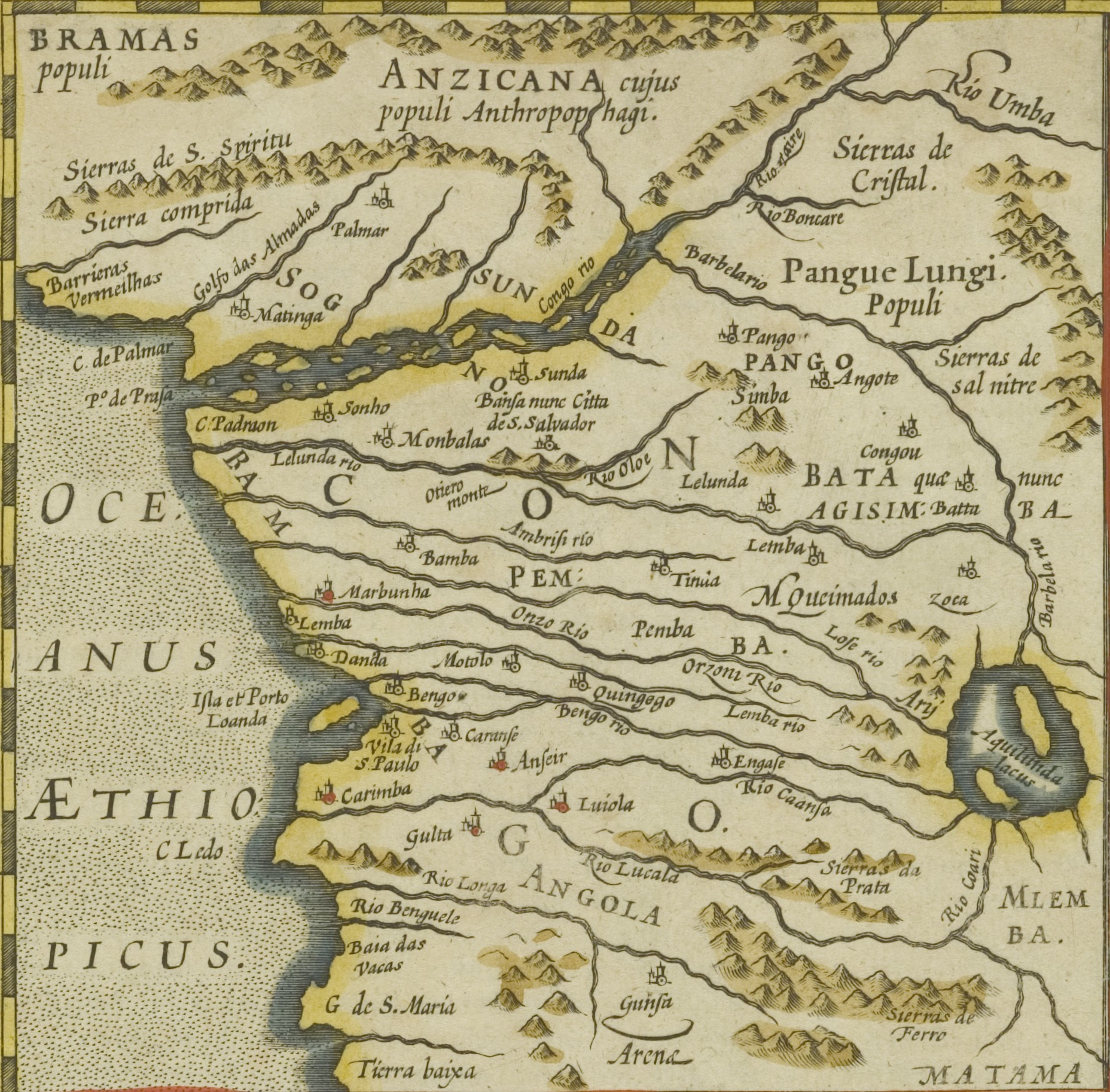
Mapa europeo del antiguo Reino del Congo

Para el siglo XV la fuerza dominante de la región era el Imperio o Reino del Congo. Este era un estado altamente desarrollado, cuya localización se encontraba en la parte sur de la actual nación, además de partes de Angola y la localidad de Cabinda. Este país fue objeto de gran atención por parte de los europeos, ya que se encontraron con que contaba con un intrincado sistema impositivo. Dada su gran extensión, el imperio cubría desde el Océano Atlántico en el oeste hasta el Río Kwango en el este, y desde el Río Congo en el norte al Río Loje en el sur. 
El reino era gobernado por un soberano con el nombre de Manikongo, que ejercía su autoridad sobre los Bakongo (habitantes del Congo), desde su capital ubicada en M'banza-Kongo, la actual ciudad de Sao Salvador. Al igual que los Luba, establecieron una gran red comercial donde se traficaban varios productos, en particular esclavos y recursos minerales. Este reino terminaría vendiendo tal cantidad de esclavos que lo debilitarían fuertemente, al igual que una dura guerra con los portugueses.

### Otros estados
En la zona existían otros numerosos estados ubicados en la zona norte y noroeste de la cuenca, formados principalmente por pigmeos y sociedades cazadoras y recolectoras en la zona austral. Cabe mencionar que las sociedades de esta zona se vieron afectadas y perturbadas permanentemente por los traficantes de esclavos provenientes de la isla de Zanzíbar. El tráfico de esclavos de esta zona fue distinta que el de la zona atlántica, ya que sus destinos eran el Medio Oriente y los reinos de Arabia, y fue dirigido por los mismos árabes.

## La exploración y colonización europea (1870-1960)

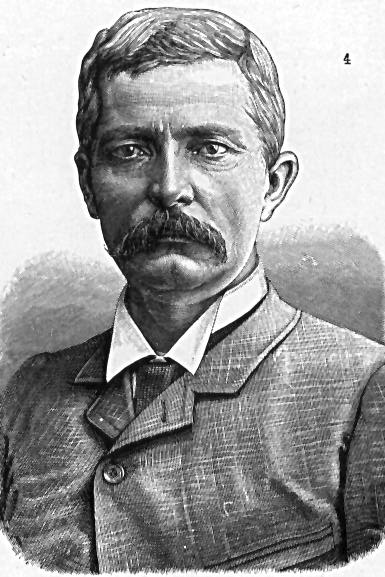
El explorador inglés Henry Morton Stanley.

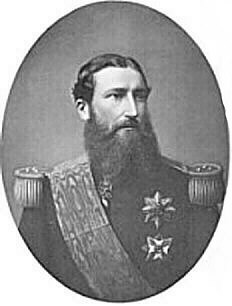
El Rey de Bélgica Leopoldo II.

Este período se inicia en la década de 1870 y prosigue con interrupciones hasta la década de 1920. El primer occidental en trazar un mapa de la zona fue Henry Morton Stanley, con el fin de preparar el territorio para su posterior colonización. El principal financista de Stanley fue el rey de Bélgica Leopoldo II, ya que pensaba que con esta ayuda podría colonizar toda la cuenca del río homónimo. Con este fin creó la Association Internationale Africaine (Asociación Africana Internacional), que profesaba fines humanitarios para los habitantes de la región. En el plano diplomático puso hábilmente a las demás naciones europeas interesadas una en contra de la otra, de manera que en la Conferencia de Berlín de 1885 pudo prevalecer y obtener carta blanca para la conquista del territorio. Con este fin creó el Estado Libre del Congo, gobernado directamente por él.
Esta primera intervención se realizó con el fin de establecer las bases por las cuales se pudieran explotar las inmensas riquezas de la zona. El primer gran proyecto realizado fue la construcción de un tren entre la costa atlántica y la ciudad de Leopoldville (actual Kinshasa), que tomó años en construirse. Todos este tipo de proyectos realizados tenía como fin incrementar el poder y la riqueza de Leopoldo y su socios de cualquier forma. Esto se tradujo en una horripilante explotación de los pueblos nativos, resultando en la muerte por esclavitud y enfermedad de entre cinco y quince millones de africanos (aunque la cifra más aceptada es de cerca de diez millones). Se les utilizaba bajo sistemas brutales de explotación en las plantaciones de hule, al momento de producirse el boom internacional por la fabricación de neumáticos para automóviles. Esto convirtió a Leopoldo en inmensamente rico, de manera que pudo construir grandes edificios en su honor en ciudades como Bruselas y Ostend.
Con el fin de reforzar las cuotas de producción de hule se creó la Force Publique (FP). Esta fuerza era un ejército, pero no se encontraba destinado a defender la colonia sino a aterrorizar a la población. Su forma más tradicional y extendida de sometimiento era cortando los labios de los nativos en forma de señal de deserción. Estas prácticas fueron condenadas públicamente por Edmund Dene Morel y por el patriota irlandés Roger Casement, cuyo informe de 1904 acerca de la situación del Congo generó una protesta internacional, auspiciada por personajes de la talla de Mark Twain. La famosa novela del autor británico Joseph Conrad El corazón de las tinieblas (Heart of Darkness) tiene lugar en el Estado Libre del Congo y trata acerca de la brutalidad de la vida en este lugar, en la persona de un traficante de marfil. 

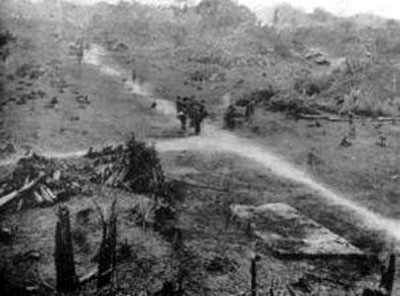
Una villa del Congo destruida por la Force Publique.

El parlamento belga, respondiendo finalmente a una larga y dura presión internacional, y con el fin de salvar el poco prestigio que le quedaba, transformó el Estado Libre del Congo en una colonia que respondía directamente a la corona. Esta nueva situación política, a la que se le llamó Congo Belga, no cambió más que superficialmente la situación en este ya devastado territorio. Este dominio perduró a lo largo de la primera mitad del siglo XX, aunque la rudeza fue decreciendo con el tiempo. Durante la Segunda Guerra Mundial, fuerzas nativas del Congo fueron enviadas a combatir en el frente italiano, logrando varias victorias. En este mismo período, las reservas de uranio de Katanga fueron extraídas y utilizadas para confeccionar las bombas atómicas lanzadas sobre Hiroshima y Nagasaki.
Como parte de la política internacional de la Organización de las Naciones Unidas, se promovió el fin de la colonización de las naciones que llegaron a conformar el llamado Tercer mundo. En el caso de las posesiones belgas, en 1959 se realizaron las primeras elecciones libres, que fueron ganadas por el Mouvement National Congolais (MNC - Movimiento Nacional Congoleño), dirigido por su carismático líder Patrice Lumumba.
En 1959, la represión cayó sobre los movimientos nacionalistas. En enero de ese año, la prohibición de un mitin de la ABAKO (Alliance des Bakongo - Alianza de los Bakongo, una asociación independentista) y su represión mataron oficialmente a 42 personas según las autoridades coloniales, pero a varios centenares según algunas estimaciones. El ABAKO fue disuelto y su líder, Joseph Kasa-Vubu, es deportado a Bélgica. En octubre de 1959 el MNC y otros partidos independentistas organizan una reunión en Stanleyville (actual Kisangani). A pesar de contar con un fuerte respaldo popular, las autoridades belgas intentan detener a Lumumba, produciéndose un motín que se cobra 30 muertos. Lumumba es arrestado algunos días más tarde, juzgado en enero de 1960 y condenado a seis meses de prisión el siguiente 21 de enero.

## Crisis política (1960-1965)

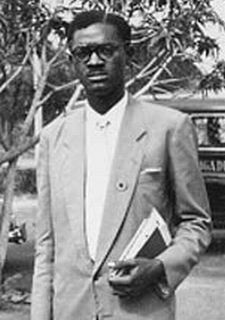
El primer ministro Patrice Lumumba.

El líder del Movimiento Nacional Congoleño (MNC) Patrice Lumumba fue designado primer ministro, mientras que Joseph Kasavubu fue elegido presidente por el parlamento. El partido de este último era el ABAKO (Alliance des Bakongo - Alianza de los Bakongo). Otros partidos políticos emergieron, tales como el PSA o Parti Solidaire Africain (Partido de la Solidaridad Africana, dirigido por Antoine Gizenga) y el PNP o Parti National du Peuple (Partido Nacional del Pueblo, dirigido por Albert Delvaux y Laurent Mbariko). La independencia fue concedida por la metrópolis el 30 de julio de 1960. 
Poco tiempo después de esa fecha las provincias de Katanga (bajo el liderato del principal enemigo de Lumumba, Moise Tshombe) y Kasai del Sur, con el apoyo belga que no quería perder la riqueza minera de la zona, se proclamaron independientes y se secesionaron del nuevo país, formando gobiernos títeres. El ejército de la nueva nación, heredero de la Force Publique, sufrió un sangriento motín, donde las tropas negras se sublevaron en contra de la oficialidad blanca y en contra de los intereses europeos en Leopoldville. Esto provocó gran alarma entre los cien mil residentes europeos y minó la confianza en el nuevo gobierno, que no aseguraba controlar sus propias fuerzas armadas. 
Lumumba solicitó el apoyo estadounidense pero ni siquiera fue recibido por el presidente de los Estados Unidos, por lo que requirió el apoyo del bloque soviético, que proporcionó transporte aéreo y asesores militares contra las provincias secesionistas. En respuesta a esta situación, fuerzas belgas entraron nuevamente en el país para apoyar al gobierno separatista. Esto era una clara violación a la soberanía del nuevo Estado, más aún cuando nunca fueron solicitadas. La Organización de las Naciones Unidas desplegó tropas para restablecer la situación en el país, pero nada hicieron con respecto a dichas provincias.
La ONU ordenó a Bélgica que retirara sus tropas, pero tras varias resoluciones contradictorias rechazó la opción militar y calificó el conflicto de Katanga de "conflicto interno". El 12 de agosto, Bélgica firmó un acuerdo con Tshombé, reconociendo de facto la independencia de Katanga. Cuando Lumumba decidió reaccionar enviando tropas para tomar el control de la región, la ONU revirtió su posición inicial e impuso militarmente un alto el fuego, impidiendo la entrada de tropas congoleñas. En un telegrama fechado el 26 de agosto, el director de la CIA Allen Dulles dijo a sus agentes en Leopoldville acerca de Lumumba: "Hemos decidido que su eliminación es nuestro objetivo más importante y que, en las circunstancias actuales, merece alta prioridad en nuestra acción secreta".
El efecto fue que apenas 67 días después de haber asumido el gobierno, el presidente Kasavubu licenció a Lumumba y lo puso bajo un arresto domiciliario informal en la residencia de los primeros ministros bajo protección de la ONU. Al mismo tiempo el vice primer ministro Antoine Gizenga estableció un gobierno paralelo pro-Lumumba en la ciudad de Stanleyville. Ante esta situación Lumumba decidió escapar de su arresto en un coche de un diplomático que lo había visitado, huyendo por la selva. Las tropas no demoraron en darle caza y lo entregaron a leales del Coronel Mobutu Sese Seko. Con el fin de salvar su vida, Lumumba apeló a las fuerzas de la Organización de las Naciones Unidas estacionadas en el país, pero por órdenes emitidas desde Nueva York nada hicieron por salvarlo. 
Fue llevado primero a la capital, donde fue mostrado, humillado y apaleado ante diplomáticos y periodistas. Posteriormente fue golpeado públicamente ante las cámaras otra vez y finalmente fue fusilado en Katanga en presencia de Mobutu, Tshombe y de militares belgas y de la CIA, que dirigieron su fusilamiento, y el de otros miembros de su gobierno. Pasaron tres semanas antes de que se hablara públicamente de la muerte, y aún entonces se conjeturó con que había fallecido tras protagonizar un intento de fuga.
En 1964 un motín de tropas dirigidas por un mercenario europeo llamado Mike Hoare puso en aprietos al gobierno. Estos se dedicaban a secuestrar a blancos que se encontraban en la zona, y ante la imposibilidad de negociación, Bélgica y Estados Unidos mandaron tropas para rescatar a los secuestrados, que habían sido reunidos en Stanleyville. 
Finalmente en 1965, Mobutu, con el apoyo de los países occidentales que lo consideraban un leal amigo contra el comunismo, realizó un golpe de Estado. Se estableció una dictadura de partido único prohibiendo todos los partidos que no fueran el oficial.
En este período el guerrillero argentino-cubano Che Guevara participó en la creación de una guerra de guerrillas que terminó en un fiasco, según sus propias palabras. El líder de esta guerra, Laurent-Désiré Kabila, terminaría 30 años después gobernando el país tras derrocar a la dictadura de Mobutu.

## Zaire (1965-1997)

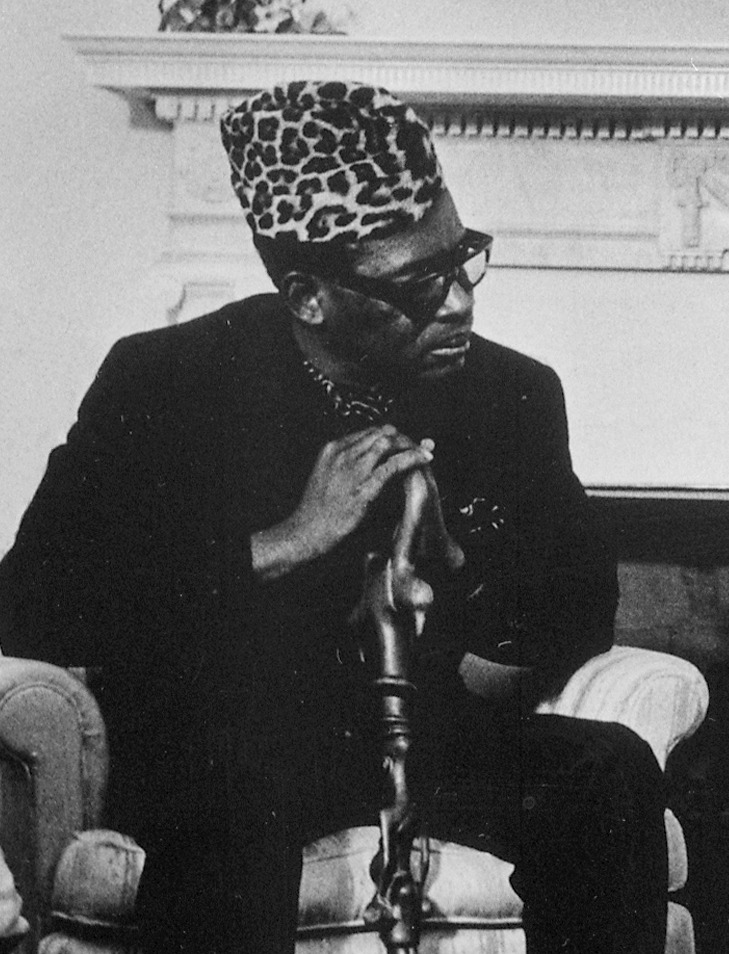
Mobutu Sese Seko en 1973.

Mobutu dirigió uno de los más brutales y largos gobiernos dictatoriales de África, gobernando por más de 30 años y juntando una fortuna estimada en cinco mil millones de dólares. Después de cambiar el nombre al país en 1971 por el de Zaire, se dedicó a cambiar el nombre de las ciudades por nombres locales, y de eliminar los últimos rastros de colonialismo. El gobierno dio un poco de estabilidad a la maltratada colonia, pero a cambio de graves violaciones a los derechos humanos, represión política y culto a la personalidad (cada billete y cada moneda llevaba su cara, al igual que sus retratos llenaban los edificios públicos, las ciudades y los colegios, de la misma forma que los ciudadanos eran forzados a vestirse como él). 
Durante todo el período de la Guerra Fría le fue servil a los intereses norteamericanos a cambio de hacer vista gorda en cuanto a sus graves tropelías. Una vez colapsada la unión Soviética el gobierno de Mobutu Sese Seko era ya inútil a sus intereses. El gobierno entró fácilmente en crisis, dada la Guerra o Crisis de los Grandes Lagos.

## Guerra Civil (1997-2003)

### Primera guerra del Congo
El genocidio ruandés tuvo grandes consecuencias para el país, ya que significó la llegada de miles de refugiados. El gobierno intentó aplastarlos, matarlos, asustarlos y devolverlos, pero sus tropas ya no le eran leales. Las fuerzas guerrilleras de Kabila finalmente iniciaron una campaña exitosa, con el fuerte apoyo de Ruanda y Uganda. La resistencia del gobierno fue cada vez más débil, hasta que finalmente Mobutu fue expulsado por la Alianza de Fuerzas Democráticas por la Liberación de Zaire. El 17 de mayo de 1997 Mobutu se dirigió al exilio mientras el nuevo ejército tomaba el poder.
El nuevo gobierno inició su trabajo cambiando el nombre del país por el de República Democrática del Congo. Apenas asumido el gobierno de Kabila, varias fuerzas democráticas que lo apoyaron se retiraron y él inició una fuerte campaña para centralizar el poder. Esto se tradujo en un enfrentamiento con las minorías que esperaban conquistar grados de autonomía una vez llegado el nuevo gobierno. Su pequeño margen de maniobra llevó a los ugandeses y ruandeses a volverse en contra de su antiguo aliado, retirando las tropas de apoyo y dirigiendo una milicia en contra del nuevo gobierno, vía una rebelión que estalló en agosto de 1998. El gobierno expulsó a todas las personas del grupo étnico tutsi que participaban del gobierno y exigió el retiro de las fuerzas extranjeras (Uganda y Ruanda) que actuaban en el país. Tropas de Zimbawe, Angola, Namibia, Chad y Sudán se dirigieron a este maltratado territorio en apoyo del nuevo gobierno.

### Segunda guerra del Congo

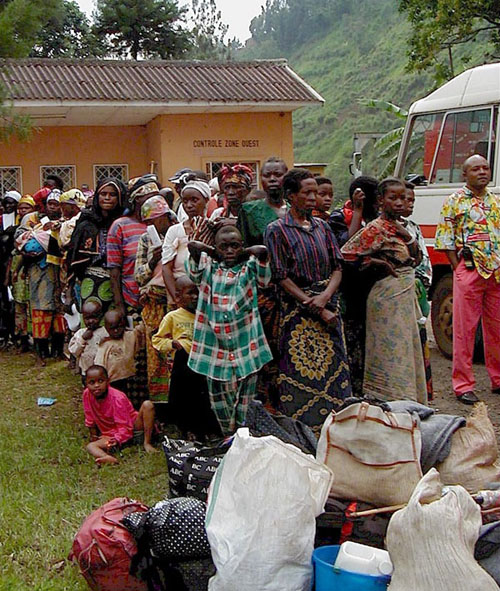
Víctimas de violaciones en un centro de atención en la provincia de Kivu del Sur.

Este conflicto armado es el más grande que se ha producido en el continente africano. Es también conocido como la Guerra Mundial Africana, ya que involucró a más de 9 países y tuvo como resultado la muerte de aproximadamente 3,8 millones de personas, convirtiéndolo en uno de los más graves conflictos internacionales desde el fin de la Segunda Guerra Mundial. Pese a que oficialmente la guerra terminó en el año 2002, hasta agosto de 2005 permanecían varios grupos en actividades violentas en la zona.
Ante el ataque de sus ex aliados de Uganda y Ruanda, Laurent-Désiré Kabila consiguió el apoyo de los países de la Comunidad del Desarrollo de África Austral, y consiguió el envío de tropas por parte de Zimbawe, Angola, Namibia, Chad y Sudán, y el apoyo de Libia. Esta entrada en el conflicto significó una guerra a cuatro bandas, entre los siguientes grupos:
Fuerzas Hutu y sus aliadosIncluía a los grupos responsables del genocidio ruandés de 1994, rebeldes borundeses en búsqueda de derrocar a su gobierno, hutus congoleses y miembros de las milicias Mai-Mai.
Fuerzas Tutsis y algunos de sus aliadosCompuestas por miembros de los ejércitos de Ruanda y Burundi, además de los banyamulengues o tutsis que habitan en el territorio del Congo.
Fuerzas ugandesas y sus aliadosPrincipalmente miembros del Ejército Nacional de Uganda y grupos minoritarios que operan en el norte de la RDC.
Fuerzas de Kinshasa y sus aliadosCorresponden al Ejército regular congolés y parte de las milicias Mai-Mai, además de fuerzas de los países aliados como Zimbawe, Angola, Chad y Namibia. Controlan el este y sur de la RDC, en especial las zonas mineras más importantes.
El conflicto se desarrolló en torno a una extensión del conflicto hutu - tutsi que desangró a las naciones de los Grandes Lagos Africanos a mediados de la década de 1990. Ante la presión de los grupos sobre Kinshasa, el gobierno de Kabila logró sostenerse gracias al apoyo internacional. La guerra campal se desató de la peor forma de todas, ya que se peleó principalmente dentro de los pueblos y villas que pueblan el corazón de la cuenca del Congo. Sus principales víctimas fueron civiles, produciéndose nuevamente masivas violaciones de mujeres y niñas, asesinatos rituales, deportación, limpieza étnica y un genocidio encubierto de gigantescas proporciones.
Las fuerzas oficialistas lograron sostener al gobierno de Kabila lo suficiente como para realizar una gran contraofensiva, y expulsando a los tutsis y banyamulguenses del este de la RDC, hasta que el conflicto se transformó en una guerra abierta. Pese a lo anterior solo el 6 de noviembre de 1998 el presidente de Ruanda Paul Kagame reconoció la participación de fuerzas ruandesas en la guerra. Esto se supone que lo realizó a petición de Nelson Mandela como requisito para iniciar negociaciones por un alto al fuego.
El 19 de enero de 1999, en la ciudad de Windhoek, Namibia, se celebró una conferencia entre Ruanda, Uganda, Angola, Sudán, Namibia y Zimbawe que terminó con un acuerdo de cese al fuego. Pese a lo anterior y por no haber sido invitada a esta conferencia la RDC continuó la guerra y el alto al fuego quedó en nada. Posteriormente, y pese a los intentos de mediación del presidente de Libia Muhamar Gadaffi, la reunión en Sirte entre la RDC y Uganda no llegó a nada por la negativa de Ruanda a participar en la reunión del 18 de abril de 1999. Mientras tanto, dentro de toda esta tragedia se produjo el Conflicto Ituri, calificado como una guerra dentro de otra guerra.
Sin embargo, en julio de 1999, la RDC, Angola, Namibia, Zimbabue, Ruanda y Uganda firmaron el Tratado de Paz de Lusaka, por el cual las partes se comprometían a un cese del fuego, retiro de los intervinientes extranjeros y el desarme de las milicias en combate, en particular de los que participaron en el genocidio de 1994. En agosto de aquel año el Consejo de Seguridad de la Organización de las Naciones Unidas dio su apoyo al tratado de paz, ordenando el despliegue de una fuerza internacional para supervisar la paz. 
El frágil equilibrio logrado en este tratado -que ha sido reiteradamente violentado por todas las partes- estuvo a punto de quebrarse definitivamente cuando el 18 de enero de 2001 el presidente de la RDC Laurent-Désiré Kabila fue asesinado por uno de sus guardaespaldas. Pese a que nunca se probó participación internacional, esto generó nuevos brotes de violencia en toda la región. Kabila fue sucedido por su hijo, Joseph Kabila, quien se reunió con el presidente de Uganda y se llegó al acuerdo de cumplir el plan de paz de la ONU, pese a las denuncias en contra de Ruanda, Zimbawe y Uganda por explotar los recursos naturales del Congo.
Tres tratados de paz salvaron la situación, logrando estabilizar medianamente el área, pese a la proliferación de bandas armadas dedicadas al pillaje. Estos acuerdos son:
- Acuerdo de Sun City: Tuvo como finalidad un acuerdo marco sobre el futuro de la RDC, estableciendo las bases de un gobierno democrático, pluralista y con elecciones multipartidarias. La principal crítica que se le efectúa es la no regularización de las fuerzas en conflicto.
- Acuerdo de Pretoria: Restableció la paz entre el Congo y Ruanda, regulando la retirada de más de 20.000 soldados ruandeses. Ha sido reiteradamente violado, pese a lo cual se llevó completamente a cabo el retiro de las tropas.
- Acuerdo de Luanda: Tal vez el más importante de los tres, dado que regula la paz entre la RDC y Uganda. Regulaba de la misma forma que el anterior la retirada de las tropas en conflicto.

## Gobierno de Joseph Kabila

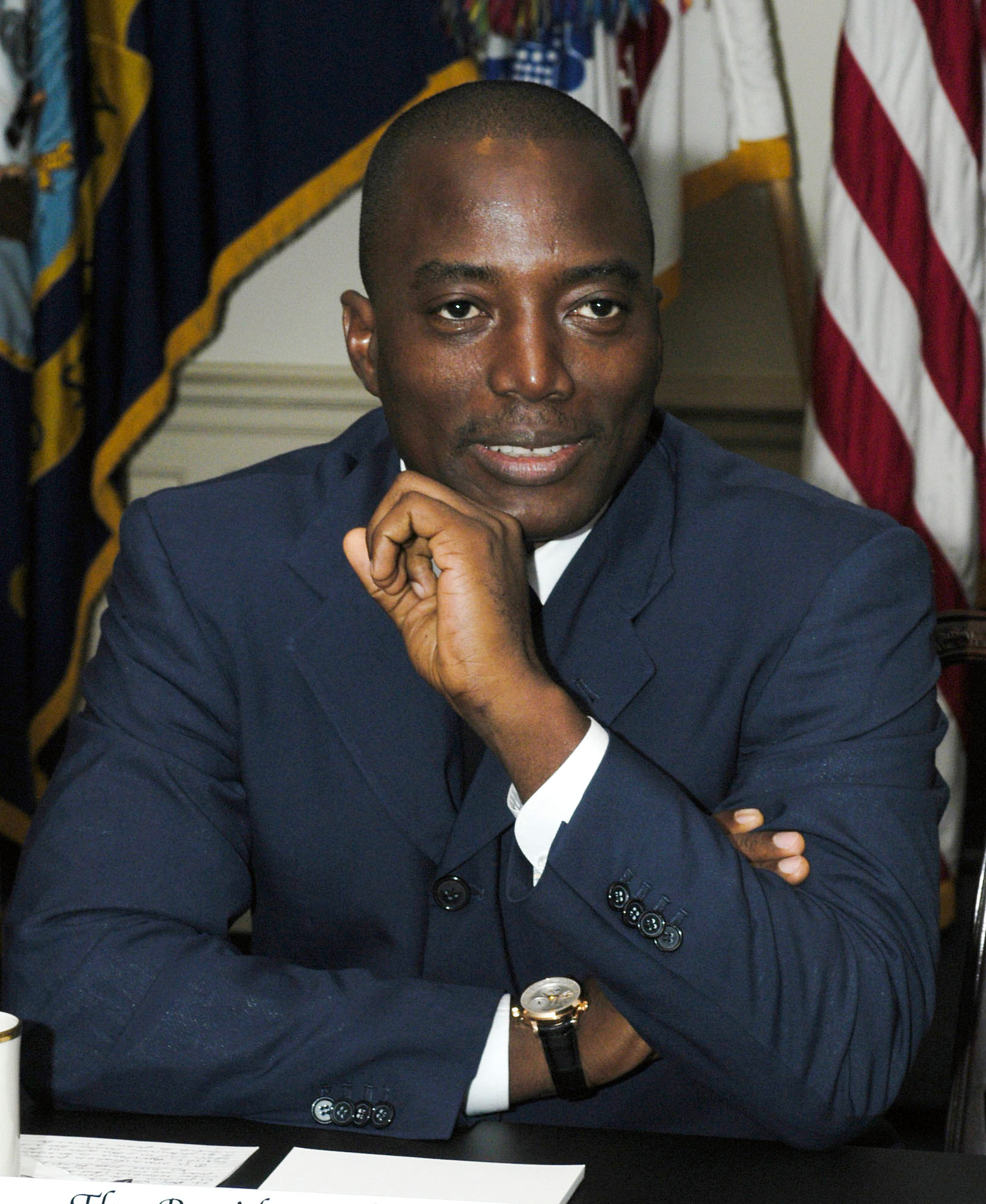
El presidente de la RDC Joseph Kabila.

Pese a los acuerdos anteriores y sus reiteradas violaciones, la situación actual es mucho más pacífica que hace unos años. Pese a que durante a lo largo del año 2005 hubo una escalada de violencia entre los intervinientes, una paz relativa e interrumpida domina la región.
El 18 de febrero de 2006 entró en vigor una nueva constitución votada en referéndum dos meses antes, como muestra del proceso de transición democrática. El 30 julio se celebraron en el país las primeras elecciones multipartidistas desde la Independencia en 1960. Tras esto Joseph Kabila obtuvo el 45% de los votos y su oponente y antiguo vicepresidente Jean-Pierre Bemba un 20%, aunque este fuera el candidato más votado en la capital. Esto sería el origen de un enfrentamiento del 20 al 22 de agosto de 2006 entre miembros de las dos partes en las calles de la capital, cerca de la Corte Suprema de Justicia en Kinshasa. 16 personas morirían hasta que las tropas de la Misión de las Naciones Unidas en la República Democrática del Congo (MONUSCO) tomaron el control de las calles. Una segunda ronda de elecciones, entre ambos candidatos, se celebraron el 29 de octubre de 2006, ganando Joseph Kabila, pese a algunas denuncias de irregularidades.
Entre el 22 de marzo y el 23 de marzo de 2007, se repitieron los enfrentamientos en la capital de la República Democrática del Congo, Kinshasa, en sitios próximos a la casa e instalaciones de negocios de Jean-Pierre Bemba, entre tropas del gobierno seguidoras de Joseph Kabila y fuerzas de Jean-Pierre Bemba, al no cumplir con el ultimátum dado para desarmar sus fuerzas en el Oeste del país. Hubo centenas de muertos en esos días, por lo que la Fiscalía del país emitió una orden de arresto por alta traición para Jean-Pierre Bemba, al que se acusaba de asesinatos y violaciones. Durante algunos días, Jean-Pierre Bemba estuvo refugiado en instalaciones de la embajada de Sudáfrica en Kinshasa y, finalmente, este se fue del país, hacia Portugal, en una salida negociada.
Desde mediados de 2007, la tensión se trasladó al este de la RDC y se ha incrementado debido a la actuación del General Laurent Nkunda, líder de unas fuerzas paramilitares de la etnia tutsi que controlan amplias zonas de la región de Kivu del Norte, cerca de las ciudades de Sake y Goma y que cuenta con el apoyo no oficial de Ruanda.
En diciembre de 2011, Joseph Kabila fue reelegido para un segundo mandato como presidente. Después de que se anunciaran los resultados el 9 de diciembre, hubo disturbios violentos en Kinshasa y Mbuji-Mayi, donde los recuentos oficiales mostraron que una gran mayoría había votado por el candidato de la oposición Etienne Tshisekedi. Los observadores oficiales del Centro Carter informaron que los resultados de casi 2.000 colegios electorales en áreas donde el apoyo a Tshisekedi era fuerte se habían perdido y no se habían incluido en los resultados oficiales. Describieron la elección como carente de credibilidad. El 20 de diciembre, Kabila prestó juramento para un segundo mandato y prometió invertir en infraestructura y servicios públicos. Sin embargo, Tshisekedi sostuvo que el resultado de la elección fue ilegítimo y dijo que también tenía la intención de "jurarse a sí mismo" como presidente.
El 19 de enero de 2015 estallaron protestas encabezadas por estudiantes de la Universidad de Kinshasa. Las protestas comenzaron tras el anuncio de un proyecto de ley que permitiría a Kabila permanecer en el poder hasta que se pudiera realizar un censo nacional (las elecciones estaban previstas para 2016). Para el miércoles 21 de enero, los enfrentamientos entre la policía y los manifestantes se habían cobrado al menos 42 vidas (aunque el gobierno afirmó que solo habían muerto 15 personas).
De manera similar, en septiembre de 2016, la policía y los soldados de la Guardia Republicana respondieron con fuerza brutal a las protestas violentas. Grupos de oposición reclamaron 80 muertos, incluido el líder de la Unión de Estudiantes. Desde el lunes 19 de septiembre, los residentes de Kinshasa, así como los residentes en otras partes del Congo, quedaron confinados en su mayoría en sus hogares. La policía arrestó a cualquier persona remotamente relacionada con la oposición, así como a los espectadores inocentes. La propaganda del gobierno, en la televisión, y las acciones de los grupos gubernamentales encubiertos en las calles, actuaron tanto contra la oposición como contra los extranjeros. El mandato del presidente debía terminar el 19 de diciembre de 2016, pero no se hicieron planes para elegir un reemplazo en ese momento y esto provocó una nueva ola de protestas.

## Presidencia de Félix Tshisekedi (2019-)
El 30 de diciembre de 2018 se celebraron las elecciones presidenciales para determinar el sucesor de Kabila. El 10 de enero de 2019, la comisión electoral anunció al candidato opositor Félix Tshisekedi como ganador de la votación. Prestó juramento oficial como presidente el 24 de enero de 2019. En la ceremonia de toma de posesión Félix Tshisekedi nombró a Vital Kamerhe como su jefe de gabinete. En junio de 2020, el jefe de personal Vital Kamerhe fue declarado culpable de malversación de fondos públicos y condenado a 20 años de prisión.
Los aliados políticos del expresidente Joseph Kabila, quien renunció en enero de 2019, mantuvieron el control de los ministerios clave, la legislatura, el poder judicial y los servicios de seguridad. Sin embargo, el presidente Félix Tshisekedi logró fortalecer su control del poder. En una serie de gestiones, se ganó a más legisladores, obteniendo el apoyo de casi 400 de los 500 miembros de la Asamblea Nacional. Los portavoces pro-Kabila de ambas cámaras del parlamento fueron expulsados. En abril de 2021, se formó el nuevo gobierno sin los partidarios de Kabila. El presidente Félix Tshisekedi logró expulsar a los últimos elementos restantes de su gobierno que eran leales al exlíder Joseph Kabila. En enero de 2021, el presidente de la República Democrática del Congo indultó a todos los condenados por el asesinato de Laurent-Désiré Kabila en 2001. El coronel Eddy Kapend y sus coacusados, que habían estado encarcelados durante 15 años, fueron liberados.

## Conflictos contemporáneos
La incapacidad del estado y de la fuerza de mantenimiento de la paz de la Organización de las Naciones Unidas para brindar seguridad en todo el vasto país ha llevado al surgimiento de 
decenas de grupos rebeldes, contabilizándose un total de 120 en 2018, siendo este quizás el mayor número en el mundo. Los grupos armados a menudo son acusados de ser representantes o de ser apoyados por gobiernos regionales interesados en la vasta riqueza mineral del este del Congo. Algunos argumentan que gran parte de la falta de seguridad del ejército nacional es de carácter estratégica por parte del gobierno, que permite que el ejército se beneficie de las operaciones de tala y minería ilegales a cambio de lealtad. Los diferentes grupos rebeldes a menudo atacan a los civiles por etnia y las milicias a menudo se orientan en torno a las milicias étnicas locales conocidas como "Mai-Mai".

### Conflicto en el Noroeste

#### Masacre de Yumbi (2018)
Casi 900 personas fueron asesinadas entre el 16 y el 17 de diciembre de 2018 en los alrededores de Yumbi, unas semanas antes de las elecciones presidenciales, cuando miembros de la tribu Batende masacraron a los de la tribu Banunu. Unas 16.000 personas huyeron a la vecina República del Congo. Se alegó que se trató de una masacre cuidadosamente planeada, que involucró a elementos del ejército nacional.